# Menonvillea spathulata
Menonvillea spathulata là một loài thực vật có hoa trong họ Cải. Loài này được (Gillies & Hook.) Rollins mô tả khoa học đầu tiên năm 1955.